# Claude Arnault
Pour les articles homonymes, voir Arnault.
Claude Arnault est un agent secret français né le 29 novembre 1925 à Haïphong et mort le 15 août 1986 au Chesnay (Yvelines), travaillant dans le sud-ouest de la France pour le compte du Special Operations Executive au sein d'un réseau Buckmaster, le réseau Hilaire-WHEELWRIGHT de George Starr, de janvier 1944 à la Libération.

## Identités
- État civil : Claude Georges Arnault.
- Comme agent du SOE, section F :
  - Nom de guerre (field name) : « Néron ».
  - Nom de code opérationnel : Hairdresser (en français Coiffeur)
- Récit : dans son livre de mémoires Moondrop to Gascony, Anne-Marie Walters change quelques noms et notamment appelle Claude Arnault : Jean-Claude.

## Biographie
Claude Arnault naît à Haïphong, au Tonkin (nord de l'actuel Viêt Nam) en 1925,, où travaille son père dans le service colonial français.
Au début de l'année 1943, alors qu'il est étudiant à l'Académie navale française à Paris et constatant l'occupation totale de la France par les Allemands depuis novembre 1942, il décide de quitter le pays et de se rendre en Algérie. Avec un ami étudiant, il se rend en train à Dax où il connaît des gens. Ils poursuivent à bicyclette jusqu'à Saint-Jean-Pied-de-Port où un passeur accepte de les amener au village frontière d'Arnéguy. De là, ils passent en Espagne et atteignent Valcarlos. Ayant reçu le conseil de se rendre aux autorités espagnoles, ils sont emprisonnés à Pampelune. Deux semaines plus tard, ils sont libérés. Arnault attend alors pendant deux mois à l'hôtel un convoi pour le Portugal puis il trouve un bateau pour l'emmener au Maroc où il arrive en juin. Là, il rencontre le colonel Vanderstricht, un Américain, à qui il explique son désir de retourner pour combattre en France. Après trois mois d'entraînement au Maroc, on l'envoie en Angleterre comme candidat possible pour devenir agent du SOE. Il passe son Student Assessment Board début septembre.
Dans la nuit du 3 au 4 janvier 1944, il est parachuté à Créon-d'Armagnac (Landes), avec Anne-Marie Walters « Colette », pour devenir instructeur-saboteur dans le réseau Hilaire-WHEELWRIGHT de George Starr, en remplacement de Charles Duchalard « Denis » qui n'a pas donné satisfaction. Jusqu'en mai, il est basé au sud de la zone de WHEELWRIGHT, hébergé chez Roland Mazencal (« Roger », Castex), à Mazères-sur-Salat (Haute-Garonne). Il est ensuite envoyé en Dordogne pour vérifier si des hommes qui viennent d'arriver et réclament de voir George Starr sont bien les agents qu'ils prétendent et pas des provocateurs de la Gestapo. Bien qu'en règle générale George Starr interdise aux différents groupes d'effectuer des sabotages avant le jour J, il confie à Arnault deux missions importantes : faire arrêter la production d'une usine de poudre à Toulouse (réussite partielle le 27 mars) et saboter l'usine Lorraine-Dietrich à Bagnères-de-Bigorre qui fabrique des équipements de chars et d'avions (succès complet le 11 mai). Après le débarquement, Arnault effectue diverses opérations de sabotage de routes et de voies ferrées en Dordogne, de dépôts de pétrole et d'un train blindé. Il assure la réception de l'équipe Jedburgh AMMONIA dans la région de Sainte-Nathalène, près de Sarlat le 9 juin.
En décembre, il se marie à Ghislaine Jeannier puis se rend aux États-Unis où il devient directeur d'une école de langue Berlitz, à Boston. Il se remarie deux fois.
Il meurt le 15 août 1986 à son domicile du Chesnay.

## Reconnaissance

### Distinctions
- France : Croix de guerre 1939-1945 ; Médaille de la Résistance Française.

### Monument
À Losse (quartier de Lapeyrade) (Landes), une stèle rend hommage à Claude Arnault parmi sept agents amenés en France lors de cinq parachutages réalisés entre août 1943 et avril 1944 sur les terrains d'alentour :
- pour le réseau STATIONER : Maurice Southgate « Hector », chef du réseau, largué le 28 janvier 1944 à Lubbon (Landes) ;
- quatre agents pour le réseau Hilaire-WHEELWRIGHT de George Starr « Hilaire » :
  - Yvonne Cormeau « Annette », opérateur radio, parachutée le 22 août 1943 en Gironde, qui servit dans le Gers ;
  - Anne-Marie Walters « Colette », courrier, parachutée le 4 janvier 1944 à Créon-d'Armagnac ;
  - Claude Arnault, instructeur-saboteur, parachuté en même temps qu'Anne-Marie Walters ;
  - Denis Parsons « Pierrot », opérateur radio, parachuté le 12 avril 1944 à Ayzieu, ayant agi dans le Gers ;
- deux agents pour le réseau SCHOLAR, parachutés le 19 mars 1944 à Herré (Landes) :
  - Gonzague de Saint-Geniès « Lucien », chef de réseau ;
  - Yvonne Baseden « Odette », opérateur radio.

La stèle, érigée à l'initiative de l’amicale du réseau Hilaire-Buckmaster (c'est-à-dire du réseau Hilaire-WHEELWRIGHT), a été inaugurée le 23 mai 2002.